# QSO B0316+413
QSO B0316+413 是一個位在英仙座 的類星體。

## 外部連結
- Simbad
- www.jb.man.ac.uk/atlas/（页面存档备份，存于）